# Gare de Bourg-Saint-Maurice

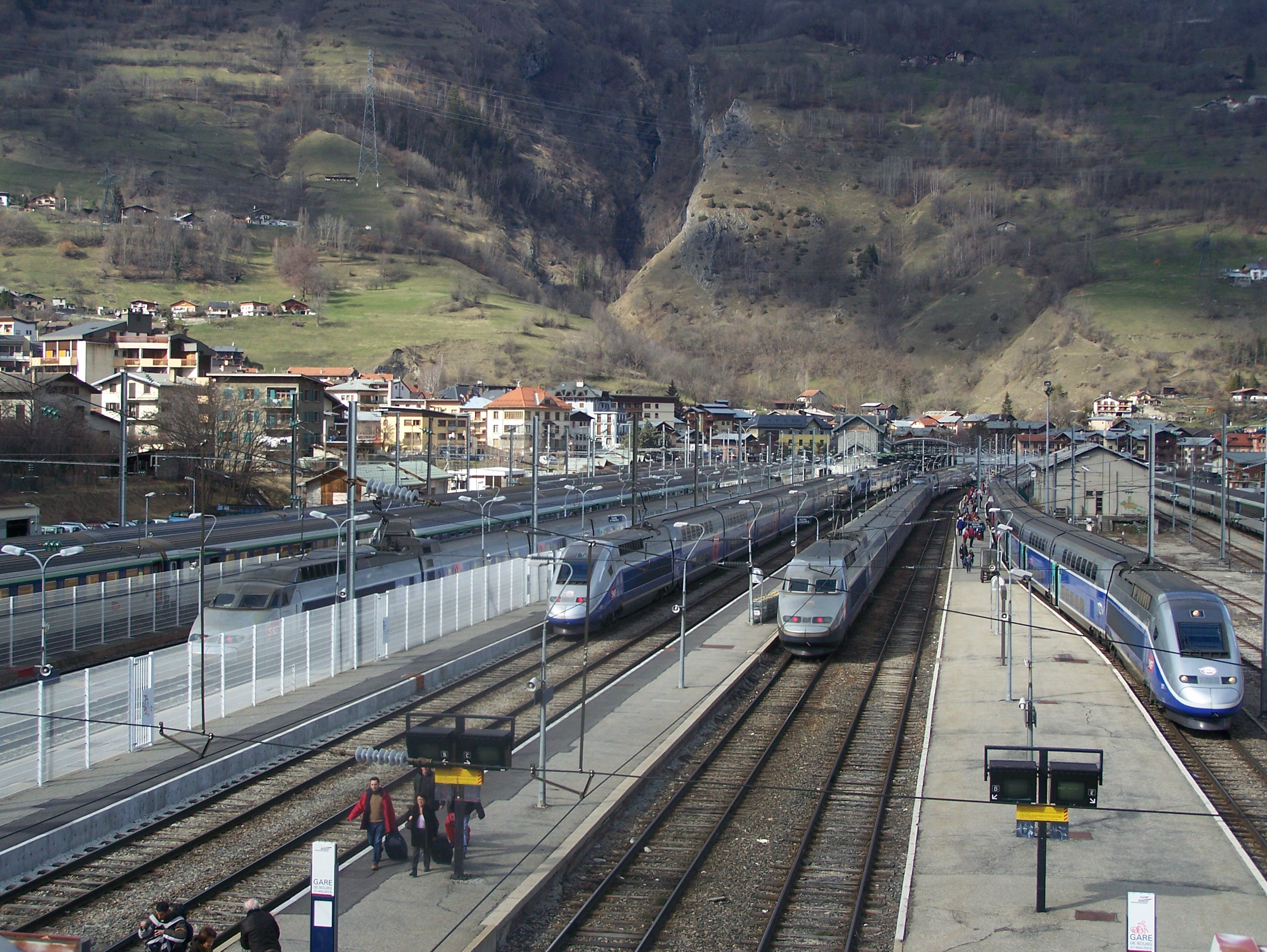
Az állomás madártávlatból

Gare de Bourg-Saint-Maurice vasútállomás  Auvergne-Rhône-Alpes-ban, Délkelet-Franciaországban, Bourg-Saint-Maurice településen. Nyáron az állomást egyaránt érintik az SNCF állami vasúttársaság TGV (nagysebességű), Lunéa (éjszakai vonat) és TER (helyi járat) járatai Ezen kívül a téli hónapokban pedig még az Eurostar járatai Londonból és a Thalys járatai Amszterdamból és Brüsszelből érkeznek ide.
Az állomás a Saint-Pierre-d'Albigny-Bourg-Saint-Maurice vasútvonal végén található. Az állomást az SNCF által üzemeltetett TGV (nagysebességű távolsági) és TER (regionális) járatok szolgálják ki. A téli hónapokban az Amszterdamból, Brüsszelből és Lille-ből érkező Eurostar járatok Bourg-Saint-Maurice-ba közlekednek. Az állomást az 1992-es albertville-i téli olimpiára alaposan átépítették. Az állomáson néhány mellékvágány is található, ahol a személyszállító vonatokat tárolják, amikor nem használják.
Az állomáson az Egyesült Királyságba utazó Eurostar utasok számára (ez az útvonal jelenleg nem üzemel) egy külön peron lett építve. Az utasok a schengeni övezetből való kilépési ellenőrzésen (amelyet a vámtisztviselők végeznek), valamint az Egyesült Királyság bevándorlási belépési ellenőrzésén (amelyet az Egyesült Királyság határőrsége végez) esnek át az állomáson, mielőtt felszállnának a vonatra egy biztonságos, elkerített peronon.

## Vasútvonalak
Az állomást az alábbi vasútvonalak érintik:
- Saint-Pierre-d'Albigny-Bourg-Saint-Maurice-vasútvonal

## Kapcsolódó állomások
A vasútállomáshoz az alábbi állomások vannak a legközelebb:
- Hauteville-Gondon railway station (Gare de Saint-Pierre-d'Albigny, Saint-Pierre-d'Albigny-Bourg-Saint-Maurice-vasútvonal)

## Járatok
- éjszakai (Lunéa) Párizs - Chambéry - Bourg-Saint-Maurice
- nagysebességű (Thalys) Amszterdam - Brüsszel - Chambéry - Bourg-Saint-Maurice

| Sorozat  | Vonattípus                     | Útvonal | Járműsorozat | Megjegyzés                                                             |
| -------- | ------------------------------ | --- | ------------ | ---------------------------------------------------------------------- |
| TGV      | Nagysebességű vonat            | Paris Gare de Lyon - Chambéry - Albertville - Moûtiers - Salins - Brides-les-Bains - Aime-La Plagne - Landry - Bourg-Saint-Maurice | TGV Sud-Est  | Hétvégén & ünnepnapokon                                                |
| Eurostar | Nagysebességű nemzetközi vonat | London St Pancras - Ashford International - Moûtiers - Salins - Brides-les-Bains - Aime-La Plagne - Bourg-Saint-Maurice            | Eurostar     | Utazás Bourg-Saint-Maurice állomásra/állomásról csak szombaton (télen) |

| Előző állomás                                          |  | SNCF                        |  | Következő állomás |
| ------------------------------------------------------ |  | --------------------------- |  | ----------------- |
| Landrytovább Paris-Lyon felé                           |  | TGV                         |  | végállomás        |
| Landrytovább Paris-Austerlitz felé                     |  | Intercités éjszakai vonatok |  | végállomás        |
| Landrytovább Chambéry felé                             |  | TER Rhône-Alpes 52          |  | végállomás        |
| Előző állomás                                          |  | Eurostar                    |  | Következő állomás |
| Aime-La Plagnetovább St Pancras pályaudvar felé        |  | Eurostar                    |  | végállomás        |
| Előző állomás                                          |  | Thalys                      |  | Következő állomás |
| gare de Landry tovább Gare de Bourg-Saint-Maurice felé |  | Thalys (télen)              |  | végállomás        |